# Linux.conf.au

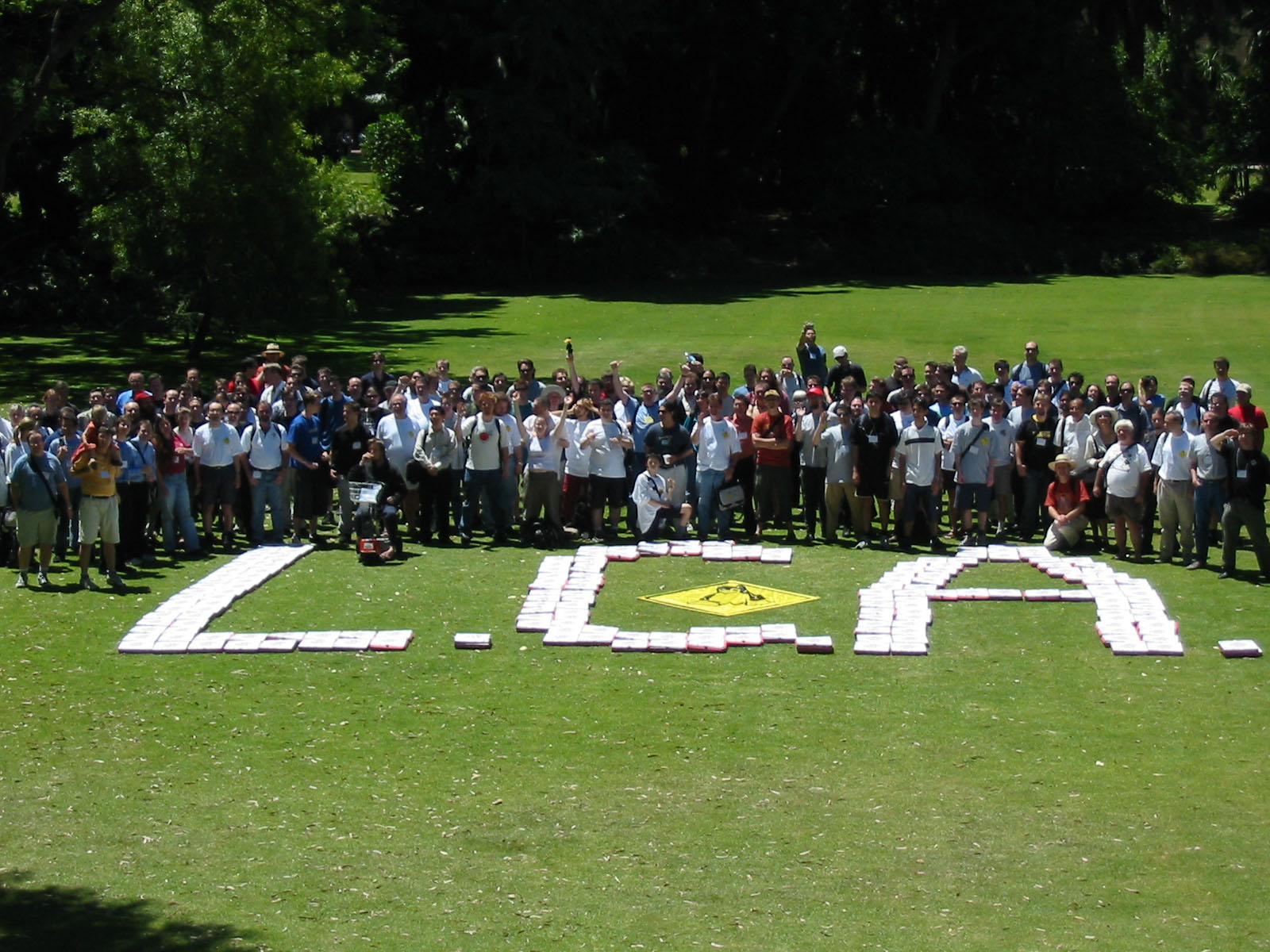
linux.conf.au 2003

linux.conf.auは、オーストラリアで開催されているLinuxを含むオープンソースに関するカンファレンスである。オーストラリアの Linux User Group より1999年から毎年異なる地域で開催されている。
この名称はカンファレンスのURIのセカンドレベルドメインである。カンファレンス内では自由ソフトウェアコミュニティに対する貢献をたたえたRusty Wrench賞の授与式が行われる。
参加人数は毎年 25%程度の率で増加しておりカナダのLinuxシンポジウム、ドイツのLinux Kongressと並んでオープンソースカンファレンスの草の根的存在のうちの一つである。